# Double D
Double D a fost o formație muzicală din România.
Membrii formației sunt Dani și Cătălina.
Trupa a fost înființată în 1994 de Daniel Badea și Daniel Alexandrescu., însă acesta din urmă a plecat la formația K1 în anul 1996. Din componența trupei au mai făcut parte de-a lungul timpului Maria Magdalena Nedelcu, Carmen Vișan, Cătălina Zanfir și Delia Panait.. În perioada 1999-2001, Double D lansează mai multe piese care prind bine la public, printre care "Tu, doar tu", "Spune-mi dacă vrei" și "Aproape de tine". Din anul 2000, componența trupei rămâne în formula actuală: Daniel Badea și Cătălina Zanfir. După anul 2002, trupa a ieșit din peisajul muzical, iar Daniel Badea, principalul membru al formației, devine jurnalist. Trupa a avut o scurtă revenire pe piața muzicală în anul 2011, cu piesa "Over & Over", însă nu au beneficiat de promovarea așteptată pe posturile de radio.. În prezent (în anul 2014), Dani și Cătălina mai cântă împreună la diverse evenimente.
După ce a părăsit trupa Double D, solista Delia Panait a făcut parte din formația de muzică etno HO-RA.